# Muralles de Lleó
La muralla de Lleó és la fortificació romana de la ciutat espanyola de Lleó que delimita el nucli antic de la ciutat.

## Evolució històrica

### La primera fortificació
La primera fortificació militar data de l'època augusta, entorn del segle i aC. En aquell moment la ciutat era només un campament militar romà. La construcció consistia en dos murs paral·lels de fusta rematats per un parapet i que estaven units per un entarimat. Els guàrdies es movien sobre ell per realitzar els corresponents torns de vigilància. A l'interior del mur hi havia terra procedent del fossat excavat a l'exterior. Tenia 5 metres d'alçada i 3 metres d'ample, mentre que el ja citat fossat estava a un metre de distància.

### La muralla durant la Dinastía Júlio-Clàudia
Durant els 20 anys següents, fins al segle i, la Dinastia Júlio-Clàudia va construir una nova muralla d'uns 20 metres al davant de l'original, que va ser enderrocada i el terreny es va utilitzar per albergar barracons. La nova estructura defensiva estava feta en fusta, revestida en ambdós costats per un pendent de blocs de terra argilosa col·locats de manera regular i amb diverses merlets de defensa. Abans d'elles hi havia dues rases a manera de fossat, i en total tenia al voltant de 6 metres d'alçada i 4 d'ample.

### La muralla durant l'Època Claudi-imperial
Durant els segles i i ii se substitueix els blocs de terra argilosa per un mur de pedra, material extret de la cadena muntanyenca propera a la ciutat. La pedra estava col·locada en opus caementicium (barreja de fragments de pedra i argamassa, un morter de calç, que es col·locava a l'interior i equival al formigó actual) i en opus vitattum (files de pedres d'uns 30 centímetres). Es van erigir quatre accessos dobles que avui estan desapareguts i es van eliminar el fossat. Tenia 6,5 metres d'alçada i tan sols 2 metres d'ample.

### La muralla durant el Baix Imperi
En un període indeterminat, entre finals del segle iii o potser començaments del iv, es va alçar una nova muralla, aquest cop amb cubs (torres de planta semicircular situats a curts intervals). Es va aixecar amb quarsita i pedra tallada, i el seu interior es va omplir amb opus caementicium. Té 10 metres d'alçada i uns 5 metres d'ample. Aquesta és la muralla que es pot recórrer actualment a la ciutat. Es van realitzar diverses reparacions al llarg de l'edat mitjana i Moderna al llarg de tot el traçat, de diferent abast, tot i que en l'època moderna va patir bastant abandó, el que va provocar que al començament del segle xix la ciutat estigués desprotegida. Les últimes obres de fortificació importants es deuen al període de la primera guerra carlina, concretament al període entre 1836 i 1840.

### La muralla medieval
L'anomenada muralla medieval és el tram que protegia el Burgo Nuevo, que era l'expansió de la ciutat durant els segles xiii i xiv. En l'actualitat s'han pogut recuperar uns 550m.

## Estat actual de la muralla

### Conservació
El 27 de juliol de 2008, part de la muralla de Lleó i un mur annex es van desprendre. L'ensorrament es va produir al carrer Ruiz de Salazar, a la zona que es correspon amb el tram final de la muralla en aquest carrer, a l'altura de la cantonada amb el carrer Pilotos Regueral. L'enfonsament va omplir de runa no només la zona limítrofa a la muralla, sinó tot el carrer, habitualment carrer de vianants encara que amb circulació limitada a residents i vehicles autoritzats. Actualment, la muralla es troba en estat de ruïna consolidada, sent restaurada periòdicament. L'Ajuntament de Lleó és el seu propietari, i la construcció està destinada a ser un element més dins de l'oferta turística de la ciutat.
El 27 d'abril de 2005, l'alcalde de la ciutat va sol·licitar al Ministeri de Cultura la xifra de 150.000 euros per a noves tasques de restauració, les quals s'han iniciat.

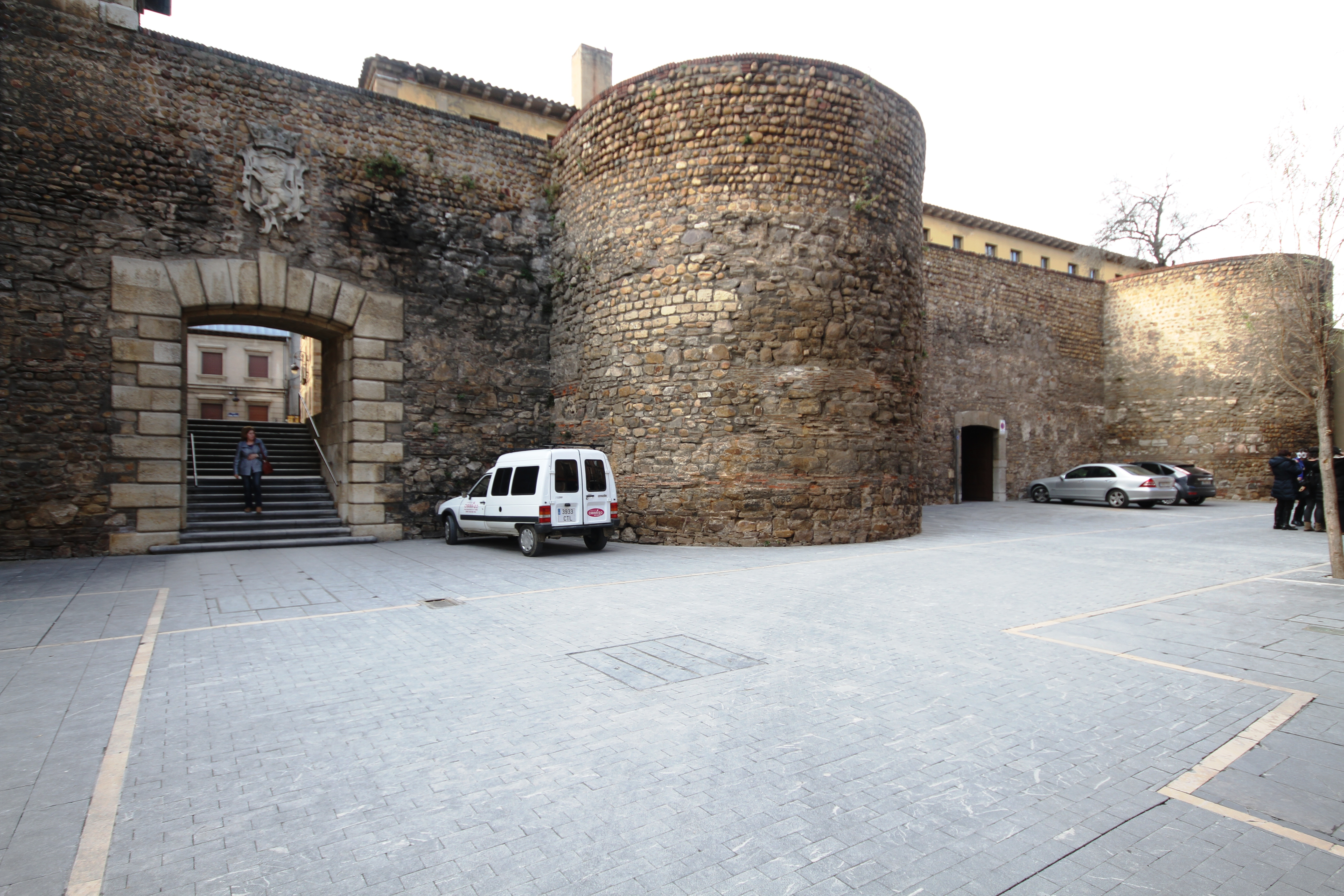
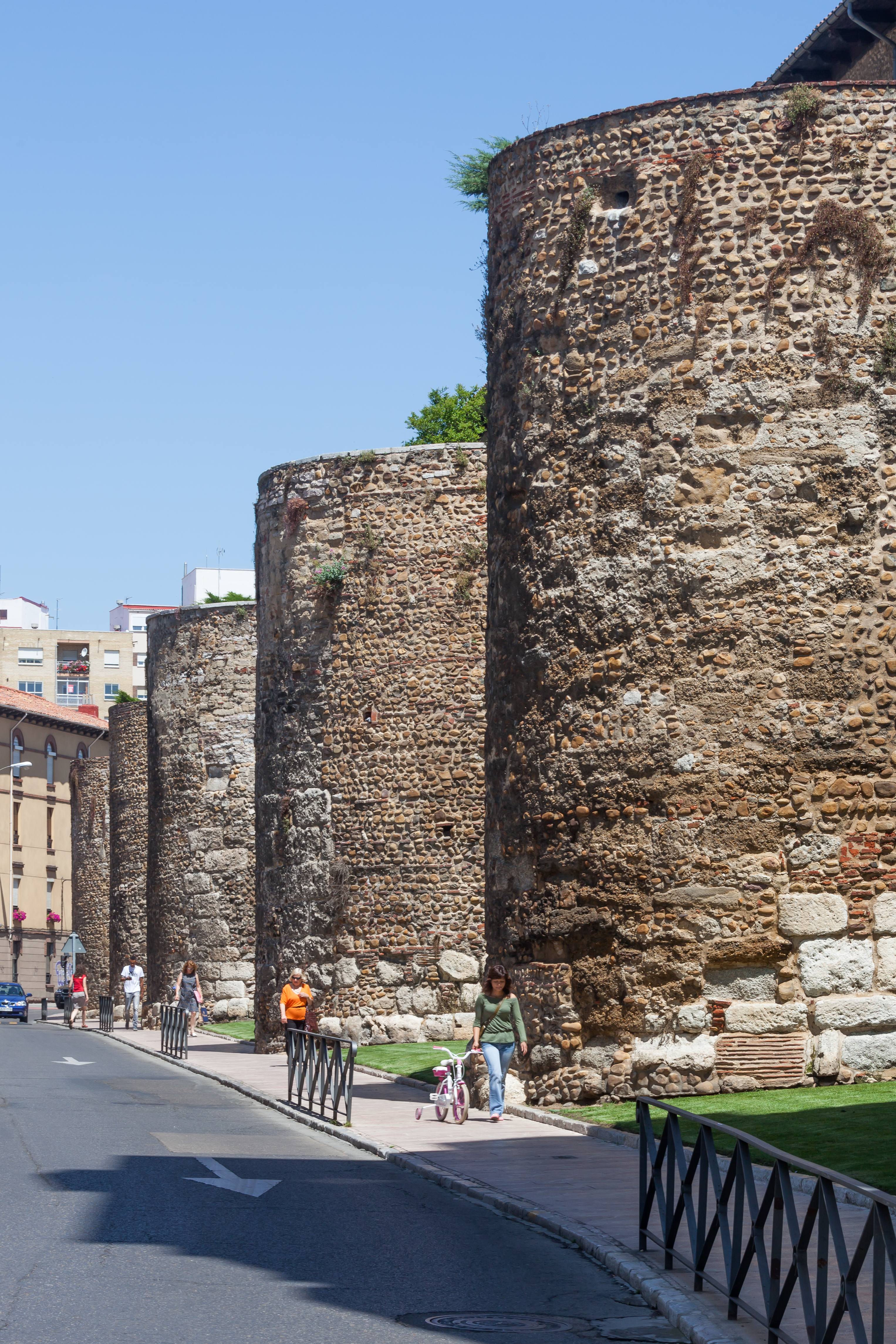
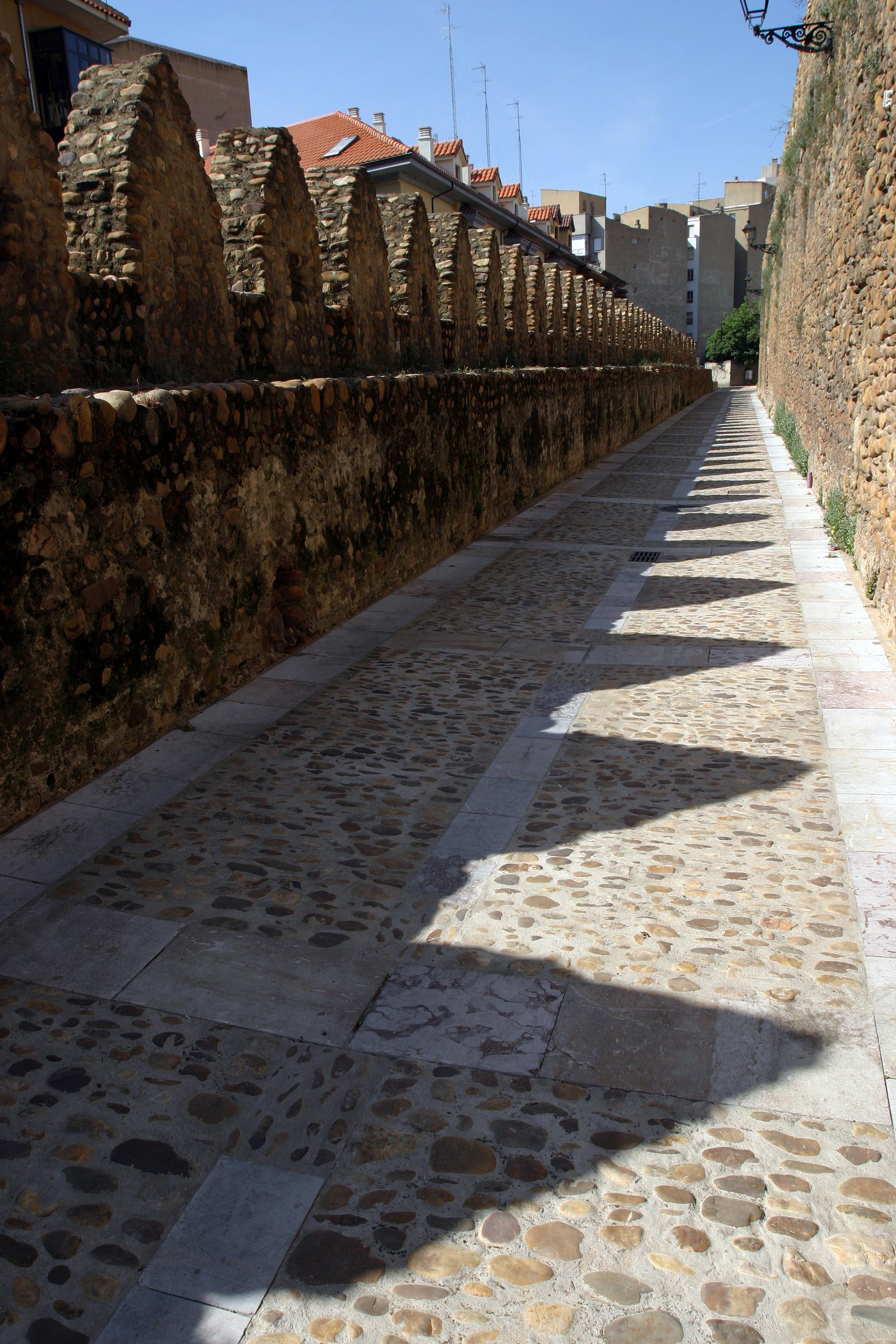
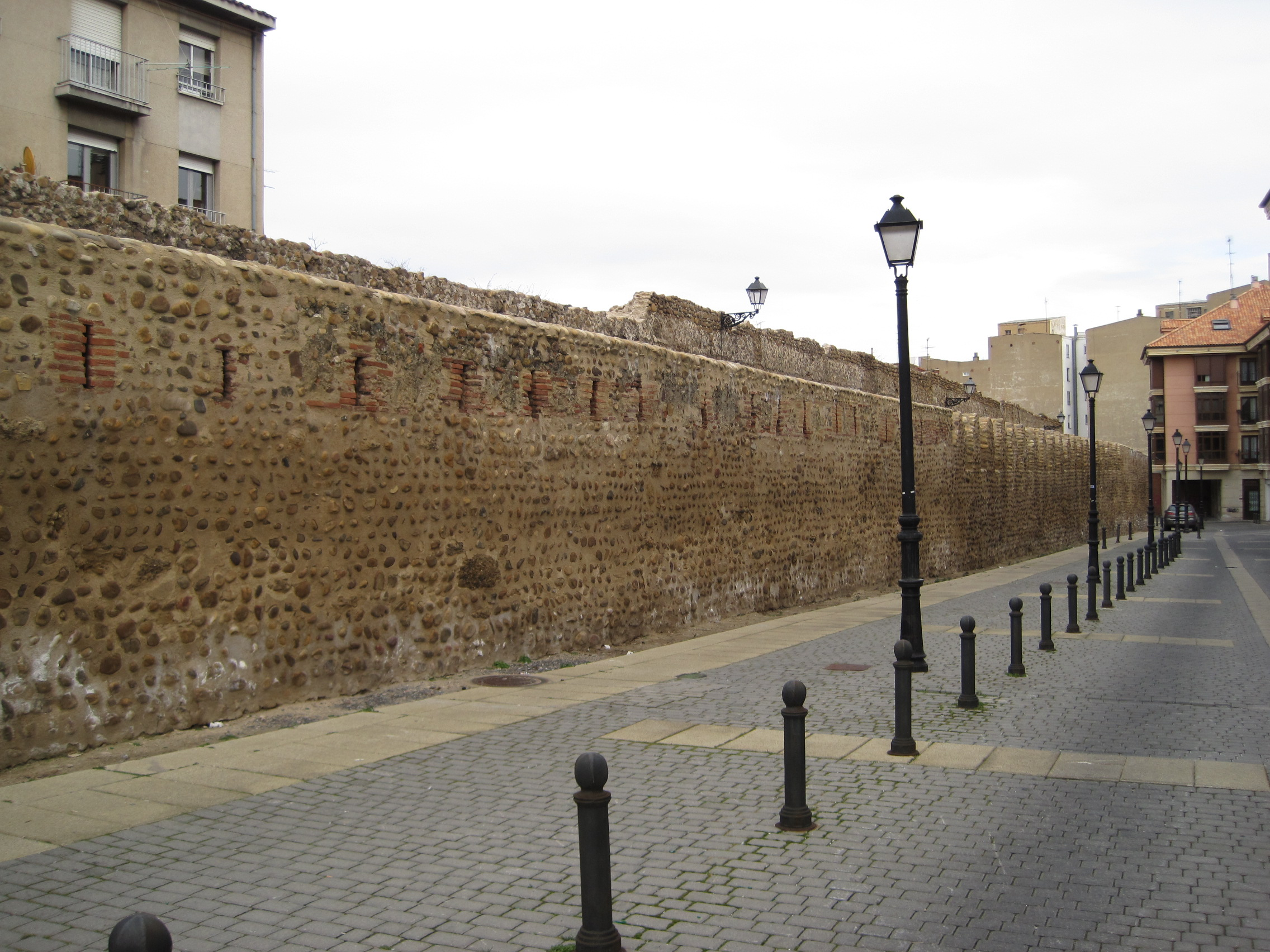
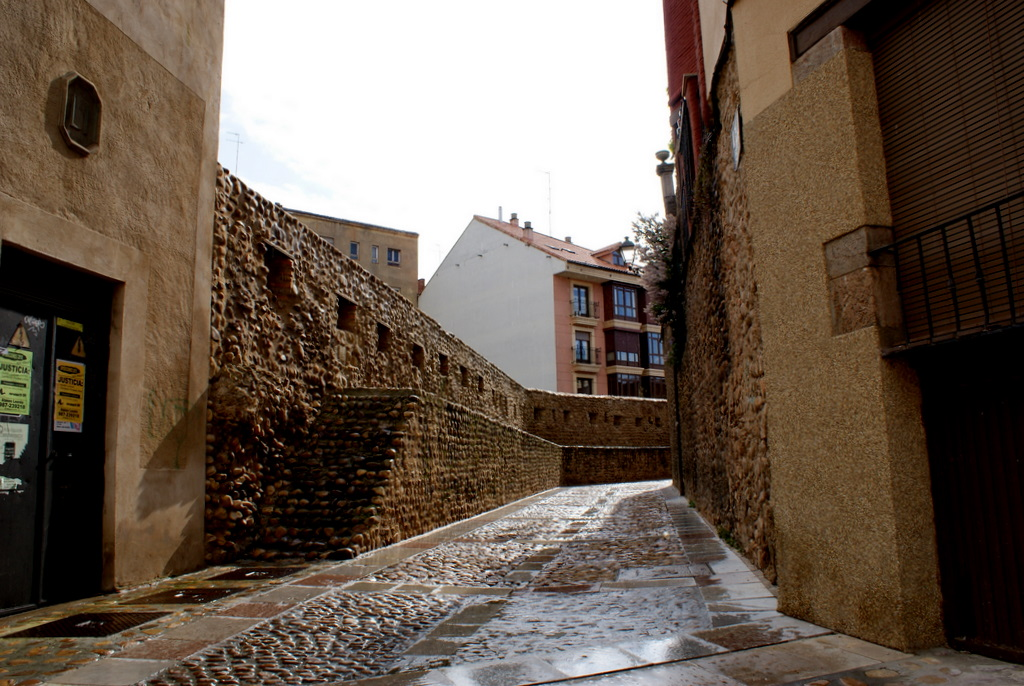

### Protecció
La muralla de Lleó va ser declarada Monument Històric Artístic el 3 de juny de 1931. També està protegida per la declaració genèrica del Decret del 22 d'abril de 1949 i per la Llei 16/1985 sobre el patrimoni històric espanyol.

### Zona de vianants
El juny de 2011 es va inaugurar un tram de la muralla que va passar a ser zona de vianants a la part superior, sent la tercera muralla d'Espanya que pot ser transitada a manera de passeig superior. La zona de vianants correspon a un petit tram situat al Parc del Cid, darrere de l'Edifici Pallarés, seu del Museu de Lleó.